# 華南理工大学
華南理工大学（かなんりこうだいがく、South China University of Technology、SCUT）は、中華人民共和国の広東省広州市にある国立大学。中華人民共和国教育部直属重点大学、21世紀重点建設大学に指定されている。1952年に設立された、元の名前は華南工学院。
工学での優勢に基づく、理学、工学と医学を統合·発展し、経済、管理、文学、法律などの学科も設置した総合的な研究大学で、39の学部が北キャンパスに17、南キャンパスに13、国際キャンパスに10ある。また、国家重点学科が7、学士学位授与学科が82、博士学位授与学科が107、修士学位授与学科が193、博士後科学研究流動所が26ある。複数の国家重点実験室や国家工学研究センターも持っている。985工程、211工程、双一流、卓越大学連盟の成員校として、国家重点大学である。

## 沿革

### 前身各校
華南理工大学は主に国立中山大学理工学部、華南連合大学理工学部、嶺南大学理工学部と広東工業専門学校のそれぞれの工学分野によって1952年に結成される。

#### 国立中山大学理工学部
国立中山大学は1924年に孫文が設立した国立広東大学で、1926年に孫文への記念を表して国立中山大学と改称された。当時の学長である鄒魯は国立中山大学が工学部を開設することが非常に必要だと信じていたため準備委員会を設立し、1926年に広東工業専門学校を国立中山大学の工学部の主要部分として受け入れ、工学部の設立を準備した。しかし広東工業専門学校はすぐに広東省教育庁に送還され、工学部設立への準備は中断された。1931年に準備委員会が再編成されたがすぐに運営を停止した。 そのため1931年9月に国立中山大学は理学部の基に土木工学科と化学工学科を追加し、理学部を理工学部として改組された。その後1933年に機械工学と電気工学科が理工学部に追加された。
1934年、国立中山大学理工学部は理学部と工学部に分割された。同年の8月、工学部の校舎を含めていた「中大·石牌キャンパス」が現広州市中大文明路で落成され、工学部は翌月に石牌キャンパスに引越した。華南理工大学が2006年から使い続いた新たなロゴでは、工学部の石牌校舎が落成したこの1934年を大学成立の年と指定している。また上記の国立中山大学石牌キャンパスは現在、華南理工大学北キャンパス（五山キャンパス）の一部である。当時建てられた校訓石と牌坊も華南理工大学北キャンパスに存在する。
1938年夏、当時の広東省立勷勤大学は当局より解散し、その工学部が国立中山大学工学部に合併され現在の華南理工大学建築学部と中山大学建築学部の前身になる。
1950年9月、中華人民共和国が成立した後、広州にいた国立中山大学は現在の中山大学と改組された。
1952年11月、華南工学院の成立と共に中山大学工学部を構成していた土木工学、化学工学、機械工学、電機工学と建築学科は華南工学院に合併され、その一部は現在も華南理工大学の一部である。

## 組織
中国での「学院」と「系」はほぼ日本の大学の学部に相当するので、下記は「学部」を使って表記する。

### 北キャンパス（五山キャンパス）
- 材料理工学部（先端材料国際化デモンストレーションスクール）
- 化学·化工学部
- 電子情報学部
- 建築学部
- 数学学部
- オートメーション理工学部
- 機械工学·自動車工学部
- 土木交通学部
- 軽工理工学部
- 食品理工学部
- 物理学·光電子工学部
- 電力学部
- 経営学部（起業家教育学部）
- 行政学部
- マルクス主義哲学部
- 外国語学部
- 体育学部

### 南キャンパス（学園都市キャンパス）
- コンピュータサイエンス·エンジニアリング学部（計算機科学·工学部）
- ソフトウェア情報学部
- 生物理工学部
- 医学部（生命科学研究所）
- 経済·金融学部
- 法学部（知的財産学部）
- 新聞·メディア学部
- 観光管理学部
- 電子商取引学部
- 芸術学部
- デザイン学部
- 国際教育学部
- 環境·エネルギー学部

### 国際キャンパス
- 生物医学理工学部
- 呉賢銘知能工学部
- 分子科学·工学部（華南ソフトマター科学技術研究所）
- マイクロエレクトロニクス学部

また、六つの学部は2020年9月の時点で建設中：
- スマートシティ学部
- 海洋理工学部
- 量子·光通信工学部
- 生態環境学部
- スマートグリッド·新エネルギー学部
- データサイエンス学部

### 国家重点実験室
- 亜熱帯建築科学国家重点実験室
- パルプ·ペーパーエンジニアリング国家重点実験室
- 発光材料·デバイス国家重点実験室

### 国家工学研究センター/研究所
- 新型ポリマー成形設備国家工学研究センター
- 製紙及び汚染防止国家工学研究センター
- 揮発性有機化合物汚染制御技術及び設備国家工学研究所

### 国家工学技術研究センター
- 国家人体組織機能再建工学技術研究センター
- 国家金属材料ネットフォーミング工学技術研究センター
- 国家移動超音波検出工学技術研究センター

### 付属病院
- 華南理工大学付属広東省人民病院
- 華南理工大学付属第二病院

## キャンパス
華南理工大学は、2020年9月現在、三つのキャンパスがある。

### 北キャンパス（五山キャンパス）

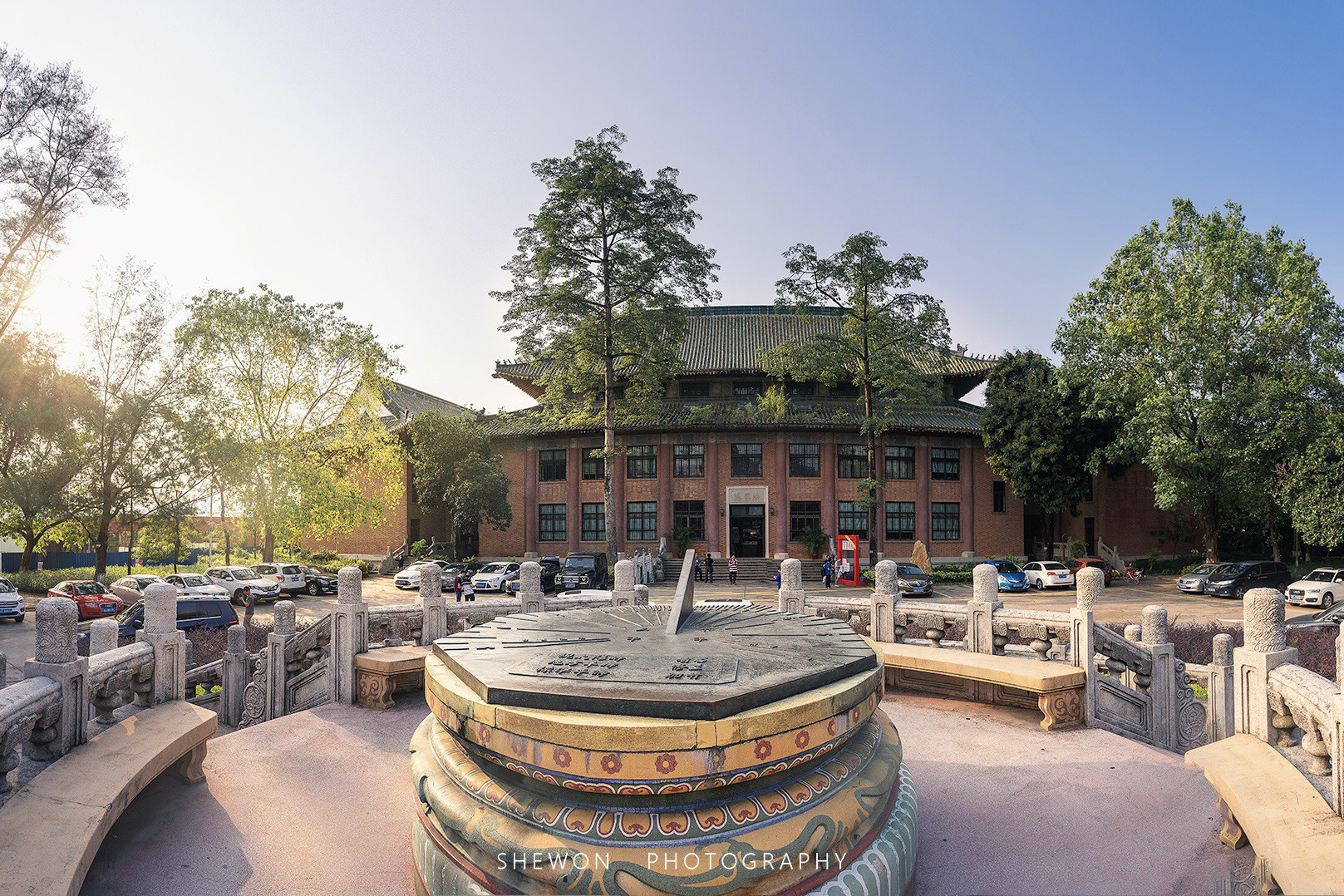
五山キャンパス12号館と日時計

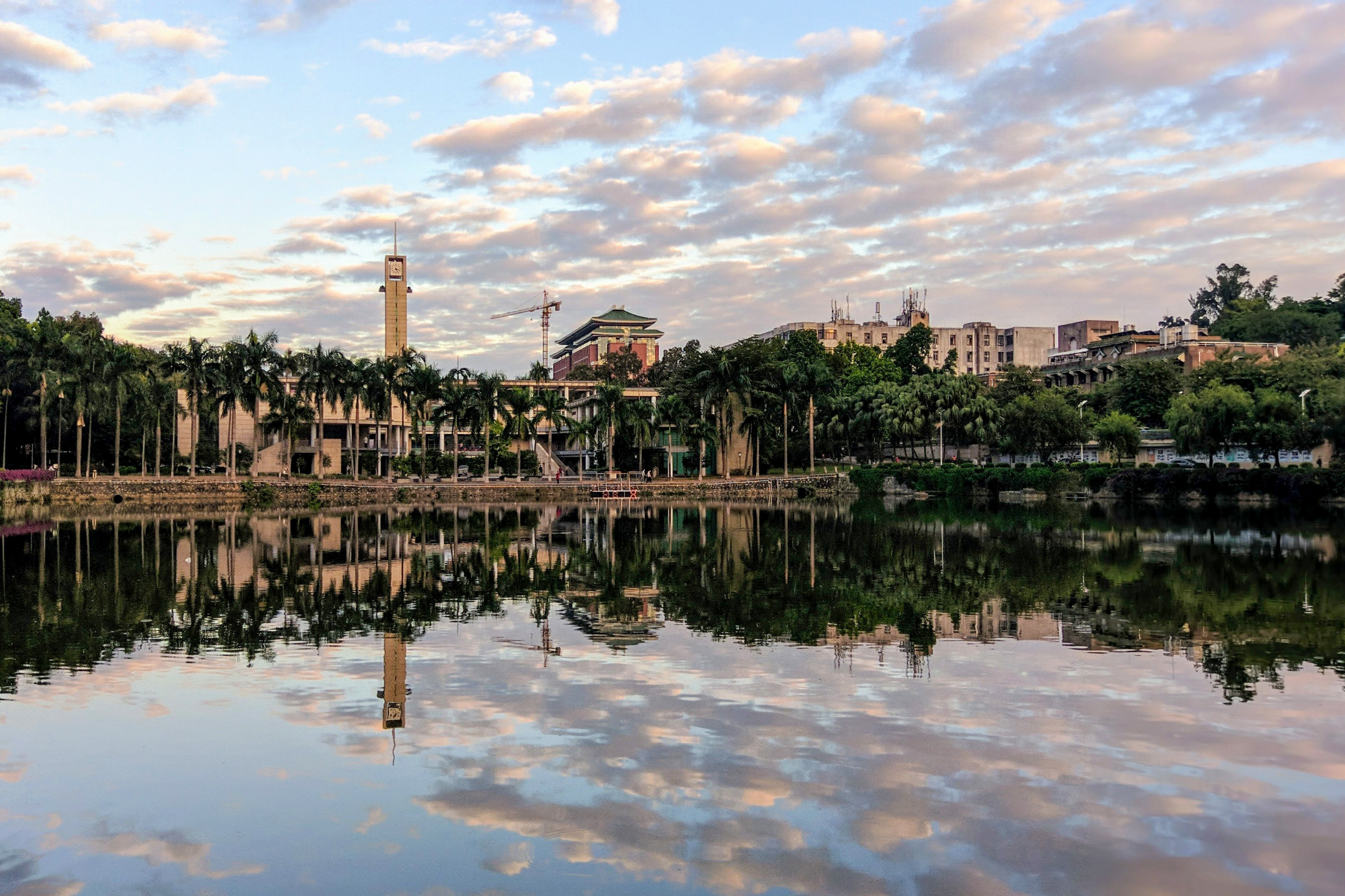
五山キャンパス西湖と逸夫人文馆

北キャンパス、又は五山キャンパスは、華南理工大学のメインキャンパス及び最古のキャンパスで、広州市天河区石牌大学圏にある。1934年に落成した。総面積は1.998平方キロメートル。

## 日本における協定校
- 首都大学東京（現：東京都立大学）
- 東北大学
- 九州大学
- 北海道大学
- 金沢大学
- 広島大学
- 千葉大学
- 早稲田大学
- 法政大学
- 大阪府立大学
- 電気通信大学
- 長崎外国語大学

## 学科ランキング

### 工学全体
U.S.News & World Report世界トップ大学工学ランキング2020では、世界50位である。

#### 材料科学
世界大学学術ランキング2020（ARWU）：材料科学・工学ランキングでは、世界37位である（中国国内で第13位である）。

#### 化学
世界大学学術ランキング2020（ARWU）：化学ランキングでは、世界47位である（中国国内で第11位である）。

### 大学全体
世界大学学術ランキング2020（ARWU）では、世界151-200位である（中国国内で第19位である）。
また、U.S.News & World Report世界トップ大学ランキング2020では、世界336位である（中国国内で第16位である）。